# Vonalra várva
A Vonalra várva a Neoton Família 1988-as nagylemeze. CD-n nem adták ki.

## Megjelenések
| Ország       | Formátum | Sorszám    | Kiadó  | Év   |
| ------------ | -------- | ---------- | ------ | ---- |
| Magyarország | LP       | SLPM 37157 | Profil | 1988 |
| Magyarország | MC       | MK 37157   | Profil | 1988 |

- Holnap (Pásztor-Jakab-Hatvani)
- Esik? Esik... (Pásztor-Zelk Zoltán)
- Megyek az utcán (Végvári-Maródi-Bardóczi)
- Vonalra várva (Pásztor-Jakab-Hatvani)
- Buon Giorno (Jó reggelt!) (Pásztor-Jakab-Jávor)
- Medve táncdal (Baracs-Hatvani)
- Barátnők (Végvári-Maródi-Hatvani)
- Az ördög lánya (Pásztor-Jakab-Bognár)
- Szembekötősdi (Jakab-Hatvani)
- Új év (Pásztor-Jakab-Hatvani)

## Közreműködők
- Baracs János – ének, basszusgitár
- Bardóczi Gyula – ütőhangszerek, dobok
- Csepregi Éva – ének
- Jakab György – billentyűs hangszerek, ének
- Juhász Mária – vokál
- Lukács Erzsébet – vokál
- Pásztor László – gitár, ének
- Végvári Ádám – ének, gitár
- Pál Éva – vokál